# Chocolat Show
Chocolat Show! ist das erste Livealbum der französischen Sängerin Olivia Ruiz. Es wurde am 17. November 2007 über das Label Polydor veröffentlicht.

## Entstehungsgeschichte
Das Album wurde bei vier aufeinanderfolgenden Konzerten vom 9. bis 12. Mai 2007 im Winterzirkus von Paris aufgezeichnet.
Als Gäste waren Christian Olivier von Têtes Raides, Didier Blanc sowie Mathias Malzieu von Dionysos. Das Album enthält acht Titel des Erfolgsalbums La Femme Chocolat und zwei Songs ihres Debütalbums. Des Weiteren sind Coverversionen von Georges Brassens (Putain de Toi) und Cole Porter (My Heart Belongs to Daddy) zu hören.

## Titelliste
1. La Femme Chocolat – 5:12
2. Malagueña – 4:07
3. Quijote – 4:09
4. Non-Dits (feat. Christian Olivier) – 4:44
5. Goutez-Moi – 3:12
6. Le Tango du qui – 5:31
7. I Need a Child (feat. Mathias Malzieu) – 3:10
8. J’aime pas l’amour – 4:40
9. My Heart Belongs to Daddy – 3:13
10. Qui Sommes-Nous? – 5:46
11. Vitrier – 6:10
12. Thérapie de Groupe – 4:07
13. J’traîne des Pieds – 6:45
14. La Molinera (feat. Didier Blanc) – 4:40
15. Putain de Toi – 6:14

## DVD-Version
Die DVD-Version erschien als Doppel-DVD. Auf der ersten DVD befindet sich der gleiche Auftritt, jedoch befinden sich zwei weitere Lieder auf der DVD sowie eine andere Reihenfolge. DVD 2 beinhaltet Ausschnitte aus weiteren Liveauftritten sowie diverse Musikvideos.

### Titelliste der DVD-Version
DVD 1
1. Malaguema
2. LeTango du Qui
3. Quijote
4. Goûtez-Moi
5. J’aime Pas L’Amour
6. La Petite Valse de Narbonne Plage
7. Non-Dits
8. My Heart Belongs to Daddy
9. I Need A Child
10. Qui Sommes-Nous?
11. Vitrier
12. Thérapie de Groupe
13. J’traîne des Pieds (Mi Cara Aranada)
14. Le Cabaret Blanc
15. La Femme Chocolat
16. Putain de Toi
17. La Molinera

DVD 2
1. Quatre Prises de Confiance
Cirque D’Hiver, Petits Plus
2. La Petite Voleuse
3. Besame Mucho
Festival des Vieilles Charrues 2006
4. Quijote
5. Goûtez-Moi
6. L’Escalier
7. La Femme Chocolat
8. Date with the Night
Les Emockéennes De Belfort 2007
9. Requiem pour un Con (featuring Philippe Prohom)
10. J’aime pas l’Amour
11. Marcia Baila (feat. Adrienne Pauly)
Clips
12. J’Traine des Pieds
13. La Femme Chocolat
14. Non-Dits
15. Ce Georges

## Chartplatzierungen
Das Album erreichte in den französischen Charts Platz 54 und hielt sich dort 14 Wochen.
| ChartsChartplatzierungen | Höchstplatzierung | Wochen |
| ------------------------ | ----------------- | ------ |
| Frankreich (SNEP)        | 54 (14 Wo.)       | 14     |